# Partitif

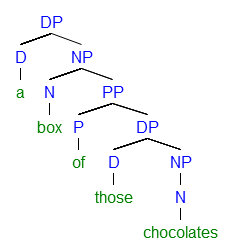
Une structure d'arbre syntaxique d'une partition anglaise.

En linguistique, le partitif est le cas grammatical qui exprime la partie d’un tout. Exemple : « Il mange de la purée. » Dans certaines langues, il est considéré comme un nombre, et non comme un cas.
Dans certaines langues, comme le finnois ou l’estonien, l’usage du partitif est très étendu et il est utilisé à chaque fois que l’on ne veut pas parler d’un « tout » (marquage des noms précédés d’un adjectif numéral, marquage du complément d’objet, de l’adjectif attribut, etc.). Il s’exprime alors au moyen de suffixes spécifiques (en finnois) ou de modifications de la racine du mot (estonien).

## Partitifs fixés et Partitifs entités
Les partitifs peuvent être sémantiquement distingués en se basant soit sur l’engagement partial d’un ensemble[C'est-à-dire ?] (ils s’appellent alors partitifs entités) soit comme une sous-catégorie d’un grand ensemble (ceux-ci s’appellent partitifs fixés). Les syntagmes nominaux (SNs) intégrés dans les partitifs entités indiquent les entités au niveau individuel, par exemple : « un biscuit » ou les entités au niveau du groupe, comme « Bob et Sue ». Quelques locutions telles que « les linguistes » peuvent être interprétées comme un niveau du groupe et donc, peuvent participer comme un partitif entité – « la moitié de linguistes » ; ou elles peuvent être interprétées comme un fixe des entités[C'est-à-dire ?], donc participer comme un partitif fixé – « un des linguistes ».[pas clair]
Les partitifs fixés contiennent les noms comptables pluriels dans leurs syntagme nominal (SN), et peuvent être combinés avec les déterminants quantitatifs comme « beaucoup de », et les nombres spécifiques comme « trois ». Les “partitifs entités” peuvent contenir les “noms comptables singulaires”[C'est-à-dire ?] ou “les noms masses”[C'est-à-dire ?] (quelquefois, les noms comptables pluriels fonctionnent aussi), en les combinant avec les déterminants comme « beaucoup de » ou « demi ». D'autres déterminants peuvent être combinés avec un autre type de partitifs : quelque(s), beaucoup, et tous.[pas clair]